# The Wash

Mapa do Wash

The Wash é um estuário de forma aproximadamente quadrada que se abre junto à costa oriental da Inglaterra, entre o condado de Norfolk e Lincolnshire. Quatro rios aí desaguam no mar do Norte: o rio Witham, o Welland, o Nene e o Great Ouse.

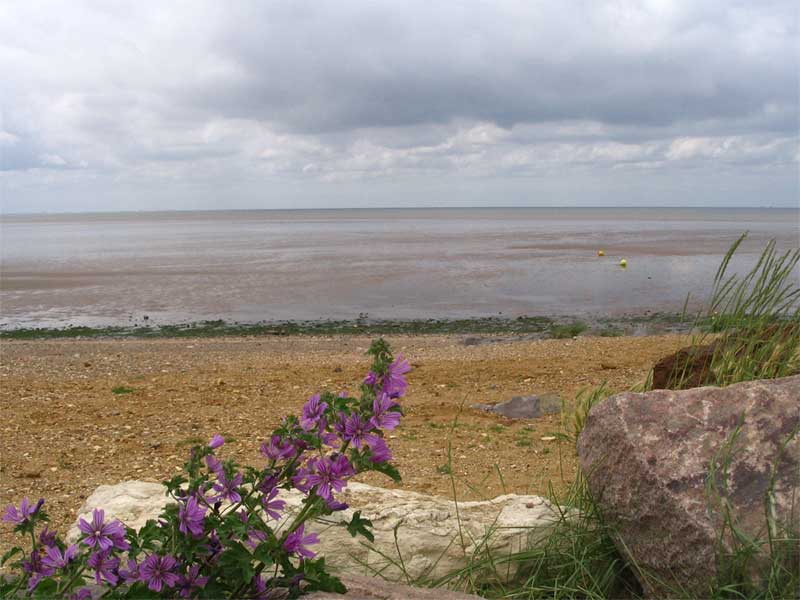
Paisagem típica do Wash